# امیر آقایی
امیر آقایی (زادهٔ ۱۰ مرداد ۱۳۵۴) بازیگر و نویسندهٔ ایرانی است. او برای نقش‌آفرینی در بدون تاریخ، بدون امضاء (۱۳۹۵) نامزد دریافت سیمرغ بلورین بهترین بازیگر مرد جشنوارهٔ فیلم فجر شد، و برای نقش مکملی که در شنای پروانه (۱۳۹۸) داشت، برندهٔ سیمرغ بلورین بهترین بازیگر نقش مکمل مرد شد.

## زندگی شخصی و تحصیلات
امیر آقایی در ۱۰ مرداد ۱۳۵۴ در ارومیه زاده شد. آقایی در یک خانواده ۴ نفری زندگی کرده است و تنها یک خواهر به نام نرمین دارد. آقایی همچنین در رشته تئاتر تحصیل نموده است و در همین رشته توانسته مدرک کسب نماید و فارغ‌التحصیل شود.

## حرفه

### بازیگری
نخستین نقش وی در سینما در فیلم ارتفاع پست به کارگردانی ابراهیم حاتمی کیا بود. او با بازی در فیلم زن دوم شاید به تعبیری متفاوت‌ترین حضورش در سینما را تجربه کرد. آقایی در سریال اولین شب آرامش نیز حضور داشت و ارتباط خوبش با احمد امینی کارگردان این سریال، باعث شد دوباره در ساخته دیگر احمد امینی یعنی بی‌گناهان ایفای نقش کند.
آقایی همچنین قرار بود در فیلم پایان‌نامه بازی کند به دلیل تغییر نسخه اولیه فیلم‌نامه از بازی در این فیلم انصراف داد. وی در برنامه هفت گفت بابت انصراف از حضور در فیلم پایان‌نامه مبلغ ۱۷۰ میلیون تومان جریمه شده است.
آقایی یک بار در برنامه هفت با اجرای محمد گبرلو هنگامی که محمدرضا شریفی نیا مهمان بود با تماس تلفنی روی آنتن زنده برنامه آمد و به او و سیاست‌های مدیریتی سازمان سینمایی به شدت حمله کرد.
او با بازی در فیلم‌های «چهارشنبه ۱۹ اردیبهشت» به کارگردانی وحید جلیلوند، و «کوچهٔ بی‌نام» به کارگردانی هاتف علیمردانی، حضور موفقی در سی و سومین دوره جشنوارهٔ فیلم فجر داشت. سال بعد در همکاری مجدد با وحید جلیلوند با فیلم «بدون تاریخ، بدون امضا» در جشنواره فجر حضور پیدا کرد. وی همچنین نویسندگی فیلم‌نامهٔ فیلم «آرمان شهر» را در کارنامه خود دارد. این فیلم به کارگردانی حسن ناظر در سال ۱۳۹۳ جلوی دوربین رفت.
وی برای بازی در فیلم «بدون تاریخ، بدون امضا» نامزد بهترین بازیگر نقش اول مرد از بیستمین دوره جشن بزرگ سینمای ایران شد. همچنین او کاندیدای دریافت سیمرغ بلورین بهترین بازیگر نقش اول مرد در سی و پنجمین جشنواره فیلم فجر برای بازی در فیلم بدون تاریخ بدون امضا شد.

### نویسندگی و عکاسی
امیر آقایی مجموعه هایکو با نام «بیدها در باد» سروده است که در سال ۱۳۸۹ توسط «انتشارات حوض نقره» منتشر شده است. وی علاوه بر بازیگری و نویسندگی، نقاشی و عکاسی هم انجام می‌دهد. کتاب «خود و با دیگری‌اش» از امیر آقایی در سبک هایکو سال ۱۳۹۵ و توسط انتشارات «چلچله» منتشر شده است.

## فیلم‌شناسی

### سینما
| سال  | نام فیلم                  | کارگردان               |
| ---- | ------------------------- | ---------------------- |
| ۱۴۰۳ | شمال از جنوب غربی         | حمید زرگرنژاد          |
| ۱۴۰۱ | نبودنت                    | کاوه سجادی حسینی       |
| ۱۴۰۱ | چهار دیوار                | بهمن قبادی             |
| ۱۴۰۰ | بی مادر                   | مرتضی فاطمی            |
| ۱۴۰۰ | خط نجات                   | وحید موسائیان          |
| ۱۴۰۰ | شبگرد                     | فرزاد مؤتمن            |
| ۱۴۰۰ | خائن کشی                  | مسعود کیمیایی          |
| ۱۳۹۹ | شب، داخلی، دیوار          | وحید جلیلوند           |
| ۱۳۹۸ | شنای پروانه               | محمد کارت              |
| ۱۳۹۸ | سم پاشی                   | علی یاور               |
| ۱۳۹۸ | گواهی امضاء               | شهرام اسدزاده          |
| ۱۳۹۷ | دیدن این فیلم جرم است!    | رضا زهتابچیان          |
| ۱۳۹۷ | مردی بدون سایه            | علیرضا رئیسیان         |
| ۱۳۹۶ | روسی                      | امیرحسین ثقفی          |
| ۱۳۹۵ | بدون تاریخ، بدون امضاء    | وحید جلیلوند           |
| ۱۳۹۵ | حریم شخصی                 | احمد معظمی             |
| ۱۳۹۵ | لینا                      | رامین رسولی            |
| ۱۳۹۴ | فصل نرگس                  | نگار آذربایجانی        |
| ۱۳۹۴ | بادیگارد                  | ابراهیم حاتمی کیا      |
| ۱۳۹۴ | پری دریایی                | امیرمسعود آقا بابائیان |
| ۱۳۹۳ | شیفت شب                   | نیکی کریمی             |
| ۱۳۹۳ | چهارشنبه ۱۹ اردیبهشت      | وحید جلیلوند           |
| ۱۳۹۳ | ۳۶۰ درجه                  | سام قریبیان            |
| ۱۳۹۳ | کوچه بی‌نام                | هاتف علیمردانی         |
| ۱۳۹۲ | هیس! دخترها فریاد نمی‌زنند | پوران درخشنده          |
| ۱۳۹۱ | گهواره‌ای برای مادر        | پناه بر خدا رضایی      |
| ۱۳۹۰ | زندگی خصوصی               | محمدحسین فرح بخش       |
| ۱۳۸۹ | سعادت آباد                | مازیار میری            |
| ۱۳۸۹ | ما همه گناهکاریم          | حسن ناظر               |
| ۱۳۸۹ | مرگ کسب و کار من است      | امیرحسین ثقفی          |
| ۱۳۸۹ | اوباش                     | محمد خراط زاده         |
| ۱۳۸۸ | خواب بد                   | منوچهر هادی            |
| ۱۳۸۷ | دوزخ، برزخ، بهشت          | بیژن میرباقری          |
| ۱۳۸۷ | کیمیا و خاک               | عباس رافعی             |
| ۱۳۸۷ | نیلوفر                    | سابین ژمایل            |
| ۱۳۸۶ | آخرین نقش                 | رضا ضیایی دوستان       |
| ۱۳۸۶ | زن دوم                    | سیروس الوند            |
| ۱۳۸۵ | روز برمی آید              | بیژن میرباقری          |
| ۱۳۸۴ | راه طی شده                | عباس رافعی             |
| ۱۳۸۰ | ارتفاع پست                | ابراهیم حاتمی کیا      |

### تلویزیون
| سال  | عنوان مجموعه       | کارگردان          | توضیحات           |
| ---- | ------------------ | ----------------- | ----------------- |
| ۱۳۹۶ | نوار زرد           | پوریا آذربایجانی  | شبکه ۲            |
| ۱۳۹۵ | چرخ و فلک          | عزیزالله حمیدنژاد | شبکه ۱            |
| ۱۳۹۳ | آسمان من           | محمدرضا آهنج      | شبکه افق          |
| ۱۳۹۲ | یادآوری            | حجت قاسم‌زاده اصل  | شبکه آی فیلم      |
| ۱۳۹۲ | سرزمین کهن         | کمال تبریزی       | شبکه ۳            |
| ۱۳۹۱ | راستش را بگو       | محمدرضا آهنج      | شبکه ۱            |
| ۱۳۸۹ | ارمغان تاریکی      | جلیل سامان        | شبکه ۳            |
| ۱۳۸۸ | عبور از پاییز      | مسعود شاه محمدی   | شبکه ۲            |
| ۱۳۸۷ | بی گناهان          | احمد امینی        | شبکه ۳            |
| ۱۳۸۵ | سال‌های برف و بنفشه | سعید سلطانی       | شبکه ۳            |
| ۱۳۸۴ | اولین شب آرامش     | احمد امینی        | شبکه ۳            |
| ۱۳۸۲ | باغ بلور           | رامبد جوان        | این سریال پخش نشد |
| ۱۳۸۰ | خانه آرزوها        | حسین سهیلی‌زاده    | شبکه ۲            |
| ۱۳۷۹ | خاک سرخ            | ابراهیم حاتمی کیا | شبکه ۱            |

### نمایش خانگی
| سال  | نام سریال    | کارگردان        |
| ---- | ------------ | --------------- |
| ۱۴۰۳ | کنکل         | رامتین لوافی‌پور |
| ۱۴۰۲ | گناه فرشته   | حامد عنقا       |
| ۱۴۰۱ | خون‌سرد       | امیرحسین ترابی  |
| ۱۳۹۹ | آقازاده      | بهرنگ توفیقی    |
| ۱۳۹۷ | رقص روی شیشه | مهدی گلستانه    |
| ۱۳۹۶ | عالیجناب     | سام قریبیان     |
| ۱۳۹۱ | قلب یخی ۳    | سامان مقدم      |

### نویسندگی (کتاب)
- می‌توانستم سربه هوایت باشم (۱۳۷۸)[۱۳]
- دختر ماه هفتم (۱۳۸۰)
- من از جغرافیای جهان فقط راه خانه ام را بلدم (۱۳۸۳)
- بیدها در باد (۱۳۸۹)
- زمان به وقت ما همیشه ابتدای شب است (۱۳۹۴)[۱۴]
- باخود و با دیگری‌اش (۱۳۹۵)

## جوایز
- برندهٔ سیمرغ بلورین بهترین بازیگر نقش مکمل مرد از سی و هشتمین دوره جشنواره فیلم فجر / شنای پروانه
- کاندیدای جایزه بهترین بازیگر مرد سینما در جشن حافظ برای فیلم شنای پروانه
- کاندیدای سیمرغ بلورین بهترین بازیگر نقش اول مرد سی و پنجمین دوره جشنواره فیلم فجر / بدون تاریخ، بدون امضاء
- کاندیدای تندیس زرین بهترین بازیگر نقش اول مرد بیستمین جشن سینمای ایران / بدون تاریخ، بدون امضاء
- کاندیدای جایزه بهترین بازیگر مرد سینما در جشن حافظ برای فیلم چهارشنبه ۱۹ اردیبهشت
- برنده دیپلم افتخار بهترین بازیگر نقش مکمل مرد دورهٔ پنجم انجمن منتقدان و نویسندگان سینمایی ایران / سعادت‌آباد
- کاندیدای دیپلم افتخار بهترین بازیگر نقش اول مرد بیست و نهمین دوره جشنواره بین‌المللی فیلم فجر / مرگ کسب‌وکار من است
- کاندیدای تندیس زرین بهترین بازیگر نقش مکمل مرد دوازدهمین جشن سینمای ایران / زن دوم
- کاندیدای بهترین بازیگر نقش مکمل مرد برلی فیلم شنای پروانه در چهاردهمین جشن بزرگ منتقدان و نویسندگان سینمایی ایران[۱۵]
- برنده جایزه بهترین بازیگر مرد درام در جشن حافظ برای سریال آقازاده